# La Gavia (Guanajuato)
La Gavia es una localidad del estado mexicano de Guanajuato. Es parte del municipio de Cortazar.

## Demografía
| Gráfica de evolución demográfica |
|                                  |

| Censo | Población |
| ----- | --------- |
| 1900  | 832       |
| 1910  | 740       |
| 1921  | 680       |
| 1930  | 569       |
| 1940  | 609       |
| 1950  | 416       |
| 1960  | 1 091     |
| 1970  | 1 179     |
| 1980  | 1 160     |
| 1990  | 1 318     |
| 2000  | 1 244     |
| 2010  | 1 432     |
| 2020  | 1 448     |